# Комят
Комят (рум. Comeat) — село у повіті Тіміш в Румунії. Входить до складу комуни Богда.
Село розташоване на відстані 389 км на північний захід від Бухареста, 37 км на північний схід від Тімішоари.

## Населення
За даними перепису населення 2002 року у селі проживали 33 особи, з них 28 осіб (84,8%) румунів. Усі жителі села рідною мовою назвали румунську.